# Ikimonogakari
Ikimonogakari (いきものがかり?) es una banda japonesa de J-Pop, formada en 1999.
El origen del nombre proviene de la frase Criatura en cautiverio (生き \iki\ 物 \mono\ 係 \kakari\).
El 25 de agosto de 2003 debutan como banda con el lanzamiento de su primer álbum de corta duración titulado "Makoto ni Senetsu Nagara First Album wo Koshiraemashita...". En los dos años siguientes lanzan dos indies más, Shichishoku Konnyaku (2004) y Jinsei Sugoroku Dabe (2005).
El 15 de enero de año 2006 debutan como banda major por primera vez lanzando su primer sencillo, que fue titulado SAKURA, bajo Epic Records, llegando a vender 60.000 copias de este y consagrando su nombre en la escena musical japonesa.
Sus canciones más populares están ligadas a animes como Bleach o Naruto, siendo estas Openings o Endings de las mismas, estos temas son HANABI, Blue Bird y Hotaru no Hikari.
Actualmente su Sencillo más exitoso es Arigatou, superando este las 200.000 copias vendidas y alcanzando el #2 en el Ranking japonés Oricon, superando a Yell/Joyful que contaba con 140.000 copias. Arigatou también quedó en el Puesto N°33 del Ranking Anual del Oricon 
My Song Your Song alcanzó el #1 en el Ranking japonés Oricon, permaneciendo en el hasta 45 semanas y alcanzó los 454.000 discos vendidos.
Hajimari no Uta es actualmente su álbum de estudio más exitoso, con más de 540.000 copias vendidas, alcanzando el #1 del Ranking japonés Oricon en su primer Día y conservando esa posición durante 2 semanas consecutivas.
Hajimari no Uta fue nombrado mejor álbum del año en los 52nd Japan Record Awards.
Su álbum recopilatorio Ikimono Bakari ~Members BEST Selection~ le dio al grupo su primer millón de ventas en un disco, actualmente sobrepasando 1.200.000 de copias vendidas.
En enero de 2017 anuncian a partir de un comunicado un hiato en sus actividades como grupo, que finaliza en 2019 con el anuncio del álbum WE DO.

## Integrantes
- Yoshiki Mizuno (水野良樹 Mizuno Yoshiki?) - Guitarra eléctrica y Vocalista
Fecha de nacimiento: 17 de diciembre de 1982

Nació el 17 de diciembre de 1982, es de Ebina-shi, de la Prefectura Kanagawa. Es graduado del Colegio Atsugi y de la Facultad de Ciencias Sociales de la Universidad Hitotsubashi. Es el líder de la banda, toca la guitarra y hace segundas voces (aunque a veces canta un poco). Escribe muchas de las melodías y letras de la banda. Su apodo es Yocchan.
- Kiyoe Yoshioka (吉岡聖恵 Yoshioka Kiyoe?) - Vocalista
Fecha de nacimiento: 29 de febrero de 1984

Nació el 29 de febrero de 1984, es de Atsugi-shi de la Prefectura Kanagawa. Es graduada del colegio Ebina y de la Academia de Música Showa. Ella es la vocalista de la banda, y ha escrito algunas canciones para el grupo. Su hermano mayor fue compañero de Hokata y Yoshiki en el colegio. La llaman cariñosamente Yosshie y Kiyoe-chan.
- Hotaka Yamashita (山下穂尊 Yamashita Hotaka?) - Guitarra clásica y armónica
Fecha de nacimiento: 27 de agosto de 1982

Nació el 27 de febrero de 1982 en Ebina-shi de la Prefectura Kanagawa. Se graduó en el Colegio Atsugi y en la Facultad de Ciencias Sociales de la Universidad Hosei. Toca la guitarra y la armónica, escribe a menudo letras y melodías para la banda. Sus apodos son Hocchi y Yama-chan.

## Historia
Todo comienza en abril de 1989, cuando Mizuno conoce y se hace amigo de Yamashita en la escuela primaria. Ahí aparece el nombre de "Ikimonogakari", ya que se veían como criaturas en cautiverio en el interior de su sala de clases. 
Ikimonogakari como tal aparece inicialmente como una banda amateur en febrero de 1999. Aquí, el dueto Mizuno-Yamashita comienza a realizar presentaciones callejeras en calles concurridas. Es entonces cuando conocen a Yoshioka y finalmente deciden agregarla como vocalista permanente para la banda a finales de ese mismo año, la banda comienza a tomar un curso relativamente distinto al de sus inicios desde el momento en que se agrega una voz femenina a la música que el grupo creaba. Las composiciones y escritura de los temas casi siempre corren a cargo de Mizuno, pero conformado el trío tanto Yamashita como Yoshioka comienzan también a crear sus propias piezas musicales, que obviamente también son interpretadas por Ikimonogakari.
Hasta la segunda mitad del año 2000 la banda continúa con su actividad normal en sus presentaciones y creación de nueva música. A partir de este punto, la banda tiene que detener por un tiempo sus actividades debido a las responsabilidad de Yamashita y Mizuno en sus respectivos estudios universitarios. No volvieron a juntarse hasta dos años después, cuando en marzo del 2002 deciden comenzar nuevamente sus carreras musicales como banda. A pesar de haber vuelto a la escena musical, sus actividades tuvieron algunas irregularidades, debido a que ahora era Yoshioka quien estaba yendo a la Universidad de Música, y a veces necesitó dedicar más tiempo a sus otras responsabilidades y estudios musicales que a la actividad de su carrera musical. Esto también le causó a la joven una fatiga mental que por un tiempo la incapacitó de participar en el grupo. De hecho estuvo así hasta un año más tarde, el 2003, cuando los problemas de este tiempo finalmente se superan con éxito. Ese mismo año también se decide llevar la música de Ikimonogakari un paso más allá, pasando de sus presentaciones en la calle a presentarse más profesionalmente en clubes y bares nocturnos. Esto aumentó de manera considerable la inspiración de los tres integrantes del grupo, lo que causó un gran aumento de temas nuevos compuestos por la banda. Su primera presentación en vivo en un lugar público fue en el Thunder Snake Atsugi, en junio del 2003.
Poco después son encontrados por el sello indie cubit club, y ese mismo año graban su primer álbum de corta duración titulado Makoto ni Senetsu Nagara First Album wo Koshiraemashita, que fue lanzado el 25 de agosto de ese mismo año.

## Discografía

### Álbumes Indie
|    | Lanzamiento          | Título | Discográfica | Número serial |
| -- | -------------------- | --- | ------------ | ------------- |
| 1° | 25 de agosto de 2003 | Makoto ni Senetsu Nagara First Album wo Koshiraemashita... (誠に僭越ながらファーストアルバムを拵えました・・・) | cubit club   | TSR-001       |
| 2° | 28 de agosto de 2004 | Shichishoku Konnyaku (七色こんにゃく)                                                                           | cubit club   | QBIX-11       |
| 3° | 25 de mayo de 2005   | Jinsei Sugoroku Dabe (人生すごろくだべ。)                                                                       | cubit club   | QBIX-15       |

### Álbumes de estudio
| Orden | Lanzamiento             | Título                                      | Número serial                 | Posición | Ventas         |
| ----- | ----------------------- | ------------------------------------------- | ----------------------------- | -------- | -------------- |
| 1°    | 7 de marzo de 2007      | Sakura Saku Machi Monogatari (桜咲く街物語) | ESCL-2910                     | 4        | 260,684 copias |
| 2°    | 13 de febrero de 2008   | Life Album (ライフアルバム)                 | ESCL-3046                     | 2        | 252,599 copias |
| 3°    | 24 de diciembre de 2008 | My Song Your Song                           | ESCL-3146                     | 1        | 466,120 copias |
| 4°    | 23 de diciembre de 2009 | Hajimari No Uta (ハジマリノウタ)            | ESCL-3354 ESCL-3355 ESCL-3356 | 1        | 561,957 copias |
| 5°    | 29 de febrero de 2012   | NEWTRAL                                     | ESCL-3827 ESCL-3828 ESCL-3829 | 1        | 416,968 copias |
| 6°    | 24 de julio de 2013     | I                                           | ESCL-4091 ESCL 4089-90        | 1        | 223,276 copias |
| 7°    | 24 de diciembre de 2014 | FUN! FUN! FANFARE!                          | ESCL-4335 ESCL-4333~4         | 1        | 182,316 copias |
| 8°    | 25 de diciembre de 2019 | WE DO                                       | ESCL-5315 ESCL-5313～4        | TBA      | TBA            |
| 9°    | 31 de marzo de 2021     | WHO?                                        | ESCL-5505-6                   | TBA      | TBA            |

### Álbumes recopilatorios
| Orden | Lanzamiento             | Título | Número serial                                               | Posición | Ventas           |
| ----- | ----------------------- | --- | ----------------------------------------------------------- | -------- | ---------------- |
| 1°    | 3 de noviembre de 2010  | Ikimono Bakari ~Members BEST Selection~ (いきものばかり～メンバーズBESTセレクション～)                                 | ESCL-3525~7 (Limited Edition) ESCL-3528~9 (Regular Edition) | 1        | 1,426,071 copias |
| 2°    | 19 de diciembre de 2012 | Balladon (バラー丼) | ESCL-4008 (Limited Edition) ESCL-4010 (Regular Edition)     | 1        | 279,126 copias   |
| 3°    | 15 de marzo de 2016     | Chou Ikimonobakari ~Ten-nen Kinen Members Best Selection~ (超いきものばかり～てんねん記念メンバーズBESTセレクション～) | ESCL-5555 (Limited Edition) ESCL-5560 (Regular Edition)     | 1        | 316,548 copias   |

### Sencillos
|     | Lanzamiento              | Título | Número serial | Posición | Ventas[cita requerida] |
| --- | ------------------------ | --- | ------------- | -------- | ---------------------- |
| 1°  | 15 de marzo de 2006      | Sakura 1. "Sakura" (?) 2. "Hot Milk" (ホットミルク?) 3. "Sotsugyō Shashin" (卒業写真?) 4. "Sakura: Instrumental" | ESCL-2803     | 17       | 59,758 copias          |
| 2°  | 31 de mayo de 2006       | Hanabi 1. "Hanabi" (?) 2. "Amai Nigai Jikan" (甘い苦い時間?) 3. "Momen no Handkerchief" (木綿のハンカチーフ?) 4. "Hanabi: Instrumental" | ESCL-2823     | 5        | 56,584 copias          |
| 3°  | 18 de octubre de 2006    | Koisuru Otome (コイスルオトメ?) 1. "Koisuru Otome" (コイスルオトメ?) 2. "Nirinka" (二輪花 Two Flowers?) 3. "Get Crazy! -Aki Mix Version-" (Get Crazy! -秋 Mix Version-?) 4. "Koisuru Otome: Instrumental"                                                          | ESCL-2885     | 15       | 15,226 copias          |
| 4°  | 6 de diciembre de 2006   | Ryūsei Miracle (流星ミラクル?) 1. "Ryūsei Miracle" (流星ミラクル?) 2. "Yuki Yamanu Yoru Futari" (雪やまぬ夜二人?) 3. "Kaze ni Fukarete" (風に吹かれて?) 4. "Ryūsei Miracle: Instrumental"                                                                          | ESCL-2897     | 22       | 20,195 copias          |
| 5°  | 14 de febrero de 2007    | Uruwashiki Hito / Seishun no Tobira (うるわしきひと / 青春のとびら?) 1. "Uruwashiki Hito" (うるわしきひと?) 2. "Seishun no Tobira" (青春のとびら?) 3. "Haru Ichiban" (春一番?) 4. "Uruwashiki Hito: Instrumental" 5. "Seishun no Tobira: Instrumental"             | ESCL-2925     | 17       | 18,695 copias          |
| 6°  | 8 de agosto de 2007      | Natsuzora Graffiti / Seishun Line (夏空グラフィティ / 青春ライン?) 1. Natsuzora Graffiti (夏空グラフィティ?) 2. "Seishun Line" (青春ライン?) 3. "Aoi Fune" (蒼い舟?) 4. "Natsuzora Graffiti: Instrumental" 5. "Seishun Line: Instrumental"                         | ESCL-2975     | 10       | 37,754 copias          |
| 7°  | 24 de octubre de 2007    | Akaneiro no Yakusoku (茜色の約束?) 1. "Akaneiro no Yakusoku" (茜色の約束?) 2. "Kokoro Hitotsu Aru ga Mama" (心一つあるがまま?) 3. "Tsukiyo Koi Kaze" (月夜恋風?) 4. "Akaneiro no Yakusoku: Instrumental"                                                           | ESCL-3012     | 7        | 45,872 copias          |
| 8°  | 30 de enero de 2008      | Hana wa Sakura Kimi wa Utsukushi (花は桜 君は美し?) 1. "Hana wa Sakura Kimi wa Utsukushi" (花は桜 君は美し?) 2. "Saigo no Hōkago" (最後の放課後?) 3. "Hana wa Sakura Kimi wa Utsukushi: Instrumental"                                                              | ESCL-3045     | 7        | 33,631 copias          |
| 9°  | 16 de abril de 2008      | Kaeritaku Natta yo (帰りたくなったよ?) 1. "Kaeritaku Natta yo" (帰りたくなったよ?) 2. "Nokori Kaze" (残り風?) 3. "Kaeritaku Natta yo: Instrumental" 4. "Nokori Kaze: Instrumental"                                                                                 | ESCL-3058     | 7        | 59,975 copias          |
| 10° | 9 de julio de 2008       | Bluebird (ブルーバード?) 1. Bluebird (ブルーバード?) 2. Natsuiro Wakusei (夏色惑星?) 3. "Bluebird: Instrumental" | ESCL-3083     | 3        | 90,267 copias          |
| 11° | 15 de octubre de 2008    | Planetarium (プラネタリウム?) 1. "Planetarium" (プラネタリウム?) 2. "Happy Smile Again" 3. "Kaeri Taku Natta yo Konnitsuā!! 2008 Live Ver." 4. "Planetarium: Instrumental"                                                                                         | ESCL-3114     | 5        | 36,287 copias          |
| 12° | 3 de diciembre de 2008   | Kimagure Romantic (気まぐれロマンティック?) 1. "Kimagure Romantic (気まぐれロマンティック?) 2. "Message" 3. "Kimagure Romantic: Instrumental" | ESCL-3139     | 4        | 44,790 copias          |
| 13° | 27 de mayo de 2009       | Futari (ふたり?) 1. "Futari" (ふたり?) 2. "Bluebird (Live)" 3. "Kokoro no Hana wo Sakaseyou (Live)" (心の花を咲かせよう) 4. "Futari: Instrumental" | ESCL-3200     | 7        | 58,180 copias          |
| 14° | 15 de julio de 2009      | Hotaru no Hikari (ホタルノヒカリ?) 1. "Hotaru no Hikari" (ホタルノヒカリ?) 2. "Omoide no Sukima" (おもいでのすきま?) 3. "Hotaru no Hikari: Instrumental" | ESCL-3253     | 5        | 47,964 copias          |
| 15° | 23 de septiembre de 2009 | Yell/Joyful (YELL/じょいふる?) 1. "Yell" 2. "Joyful" (じょいふる?) 3. "Yell: Instrumental" 4. "Joyful: Instrumental" | ESCL-3280     | 2        | 141,446 copias         |
| 16° | 11 de noviembre de 2009  | Nakumonka (なくもんか?) 1. "Nakumonka" (なくもんか?) 2. "Orion" (オリオン?) 3. "Naku Monka: Instrumental" | ESCL-3299     | 6        | 39,132 copias          |
| 17° | 10 de marzo de 2010      | Nostalgia (ノスタルジア?) 1. "Nostalgia" (ノスタルジア?) 2. "Toki o Kakeru Shoujo" (時をかける少女?) 3. "Yell: Con coro" (YELL-合唱付-?) 4. "Nostalgia: Instrumental"                                                                                              | ESCL-3385     | 3        | 46,902 copias          |
| 18° | 5 de mayo de 2010        | Arigatou (ありがとう?) 1. "Arigatou" (ありがとう?) 2. "Arigatou: Instrumental" | ESCL-3438     | 2        | 209,821 copias         |
| 19° | 4 de agosto de 2010      | Kimi ga Iru (キミがいる?) 1. "Kimi ga Iru" (キミがいる?) 2. "Kimi ga Iru: Instrumental" | ESCL-3458     | 4        | 65,287 copias          |
| 20° | 20 de julio de 2011      | Warattetainda / NEW WORLD MUSIC (笑ってたいんだ / NEW WORLD MUSIC?) 1. "Warattetainda" (笑ってたいんだ ?) 2. "NEW WORLD MUSIC" 3. "Warattetainda -Instrumental-" 4. "NEW WORLD MUSIC -Instrumental-"                                                               | ESCL-3720     | 5        | 55,803 copias          |
| 21° | 23 de noviembre de 2011  | Aruiteikou (歩いていこう?) 1. "Aruiteikou" (歩いていこう?) 2. "My rain" 3. "Aruiteikou -Instrumental-" 4. "My rain -Instrumental-" | ESCL-3810     | 9        | 45,000 copias          |
| 22° | 18 de enero de 2012      | Itsu Datte Bokura Wa (いつだって僕らは?) 1. "Itsu Datte Bokura Wa" (いつだって僕らは?) 2. "Akai Kasa" (赤いかさ?) 3. "Itsu Datte Bokura Wa -Instrumental-" 4. "Akai Kasa -Instrumental-"                                                                           | ESCL-3816     | 4        | 34,243 copias          |
| 23° | 25 de abril de 2012      | Haru Uta (ハルウタ?) 1. "Haru Uta" (ハルウタ?) 2. "Haru Uta -Instrumental-" | ESCL-3875     | 4        | 61,938 copias          |
| 24° | 18 de julio de 2012      | Kazega Fuite Iru (風が吹いている?) 1. "Kazega Fuite Iru" (風が吹いている?) 2. "Kazega Fuite Iru -Instrumental-" | ESCL-3930     | 3        | 78,025 copias          |
| 25° | 5 de junio de 2013       | 1 2 3 ~Koi ga Hajimaru~ (1 2 3〜恋がはじまる〜?) 1. "1 2 3 ~Koi ga Hajimaru~" (1 2 3〜恋がはじまる〜) 2. "Ashita no Sora" (あしたのそら) 3. "1 2 3 ~Koi ga Hajimaru~ -Instrumental-" 4. "Ashita no Sora -Instrumental-"                                            | ESCL-4044     | 9        | 24,911 copias          |
| 26° | 10 de julio de 2013      | Egao (笑顔?) 1. "Egao" (笑顔)?) 2. "Hontou no Hibi" (ホントウノヒビ) 3. "Egao -Instrumental-" 4. "Hontou no Hibi -Instrumental-" | ESCL-4076     | 5        | 54,114 copias          |
| 27° | 10 de julio de 2014      | Love Song wa Tomaranai yo (ラブソングはとまらないよ?) 1. "Love Song wa Tomaranai yo" (ラブソングはとまらないよ)?) 2. "Niji" (虹) 3. "Love Song wa Tomaranai yo -Instrumental-" 4. "Niji -Instrumental-"                                                            | ESCL-4234     | 6        | 25,992 copias          |
| 28° | 15 de octubre de 2014    | Netsujou no Spectrum / Namida ga Kieru Nara (熱情のスペクトラム / 涙がきえるなら?) 1. "Netsujou no Spectrum" (熱情のスペクトラム)?) 2. "Namida ga Kieru Nara" (涙がきえるなら)?) 3. "Netsujou no Spectrum -instrumental-" 4. "Namida ga Kieru Nara -instrumental-" | ESCL-4283     | 10       | 30,721 copias          |
| 29° | 12 de noviembre de 2014  | GOLDEN GIRL 1. "GOLDEN GIRL" 2. "Mirai Yosouzu II" (未来予想図Ⅱ) 3. "GOLDEN GIRL -Instrumental-" | ESCL-4300     | 13       | 16,189 copias          |
| 30° | 13 de mayo de 2015       | Anata (あなた?) 1. "Anata" (あなた) 2. "Kirari -2015 LIVE ver.-" (キラリ) 3. "My Stage -2015 LIVE ver.-" (マイステージ) 4. "Anata -instrumental-" | ESCL-4425     | 10       | 22,888 copias          |
| 31° | 3 de noviembre de 2015   | Love to Peace! (ラブとピース！?) 1. "Love to Peace!" (ラブとピース！) 2. "Mudai ~Tooku e~" (夢題〜遠) 3. "Love to Peace! -instrumental-" 4. "Mudai ~Tooku e~ -instrumental-"                                                                                       | ESCL-4543     | 8        | 16,384 copias          |
| 32° | 24 de agosto de 2016     | Last Scene / Bokura no Yume (ラストシーン／ぼくらのゆめ?) 1. "Last Scene" (ラストシーン) 2. "Bokura no Yume" (ぼくらのゆめ) 3. "Last Scene -instrumental-" 4. "Bokura no Yume -instrumental-"                                                                      | ESCL-4659     | 20       | 16,485 copias          |

### DVD
|    | Lanzamiento             | Título | Número serial |
| -- | ----------------------- | --- | ------------- |
| 1° | 4 de marzo de 2009      | Tottemo Ēzō (とってもええぞう) | ESBL-2264     |
| 2° | 27 de abril de 2011     | Ikimonogakari no Mina-san, Konnitsua!! 2010 ~Nandemo Arena!!!~ (いきものがかりの みなさん、こんにつあー!! 2010 〜なんでもアリーナ!!!〜) | ESBL-2310-1   |
| 3° | 14 de diciembre de 2011 | Ikimono Matsuri 2011 Donata Summer mo Tanoshimima SHOW!!! - Yokohama Stadium -                                                          | ESBL-2312     |

### Canciones Inéditas
- Futari no Ai land (ふたりの愛ランド?) (Las ventas en línea fueron iniciadas el 1 de agosto de 2006 por Sony Music Online Japan) – Es un cover de una canción de Yūko Ishikawa (石川優子 Ishikawa Yūko?) y Chage.

- Classic, un cover de uno de los temas de la famosa banda japonesa Judy & Mary para un disco tributo por el 15º aniversario de esta llamado "JUDY AND MARY 15th Anniversary Tribute Album".

### Temas aportados a Cine y Televisión
- Netsujou no spectrum - Utilizado como el primer opening para el anime Nanatsu no Taizai.
- HANABI – Fue utilizado como el séptimo ending para el anime Bleach.
- Seishun Line – Fue utilizado como el segundo opening para el anime Ookiku Furikabutte.
- Kaeritaku Natta yo – Fue utilizado como el tema para la película Sunadokei.
- Blue Bird – Fue utilizado como el tercer opening para el anime Naruto: Shippūden.
- Ryūsei Miracle – Fue utilizado como opening para los primeros 12 episodios del anime Ayakashi Ayashi.
- Nokori Kaze – Tema principal del videojuego de Nintendo DS Bleach: The 3rd Phantom.
- Planetarium – Fue utilizado como ending en la adaptación dramática del manga Cat Street.
- Kimagure Romantic – Fue utilizado como ending en el drama Celeb y Poor Taro (セレブと貧乏太郎 Serebu to Binbotarō?).
- Futari – Fue utilizado como el tema para las series de drama Boku no Imouto.
- Hotaru no Hikari – Fue utilizado como el quinto opening del anime Naruto: Shippūden.[8]
- Nakumonka - Fue utilizado como el tema para la película homónima Nakumonka.
- Toki o Kakeru Shōjo fue el tema de entrada y Nostalgia fue el tema de cierre de la adaptación cinematográfica de la novela 2010 Toki o Kakeru Shōjo.
- Arigatou (canción) - Fue utilizado como el tema para el drama televisivo Gegege no Nyōbō.
- Kimi ga Iru - Fue utilizado como el tema para la comedia romántica televisiva Hotaru no Hikari 2.
- Kaze ga fuite iru - Fue utilizado para el tema de los juegos olímpicos "Londres 2012" en la NHK.
- Egao - Fue utilizado como tema principal de la película 16 de Pokémon.
- Kirari - Fue utilizado como tema principal de la película de imagen real de Ao haru ride.
- Haru Uta - Fue utilizado como tema principal de la película 16 de Detective Conan.
- Last Scene - Será utilizado en la película de imagen real basada en el manga Shigatsu wa Kimi no Uso.[9]

## Giras
Ikimono Gakari no Minasan, Konnitsuā!! 2006
Ikimono Gakari no Minasan, Konnitsuā!! 2007 ～Sakura Saku Machi Monogatari～
Ikimono Gakari no Minasan, Konnitsuā!! 2008 ～Life Album～
Ikimono Gakari no Minasan, Konni Tour!! 2009 ～My song Your song～
Ikimono Gakari no Minasan, Konni Tour!! 2010 ～Hajimari No Uta～